# Maksymilian Matakiewicz
Maksymilian August Antoni Matakiewicz (ur. 27 czerwca 1875 w Niepołomicach, zm. 3 lutego 1940 we Lwowie) – polski inżynier hydrotechnik, profesor i rektor Politechniki Lwowskiej.

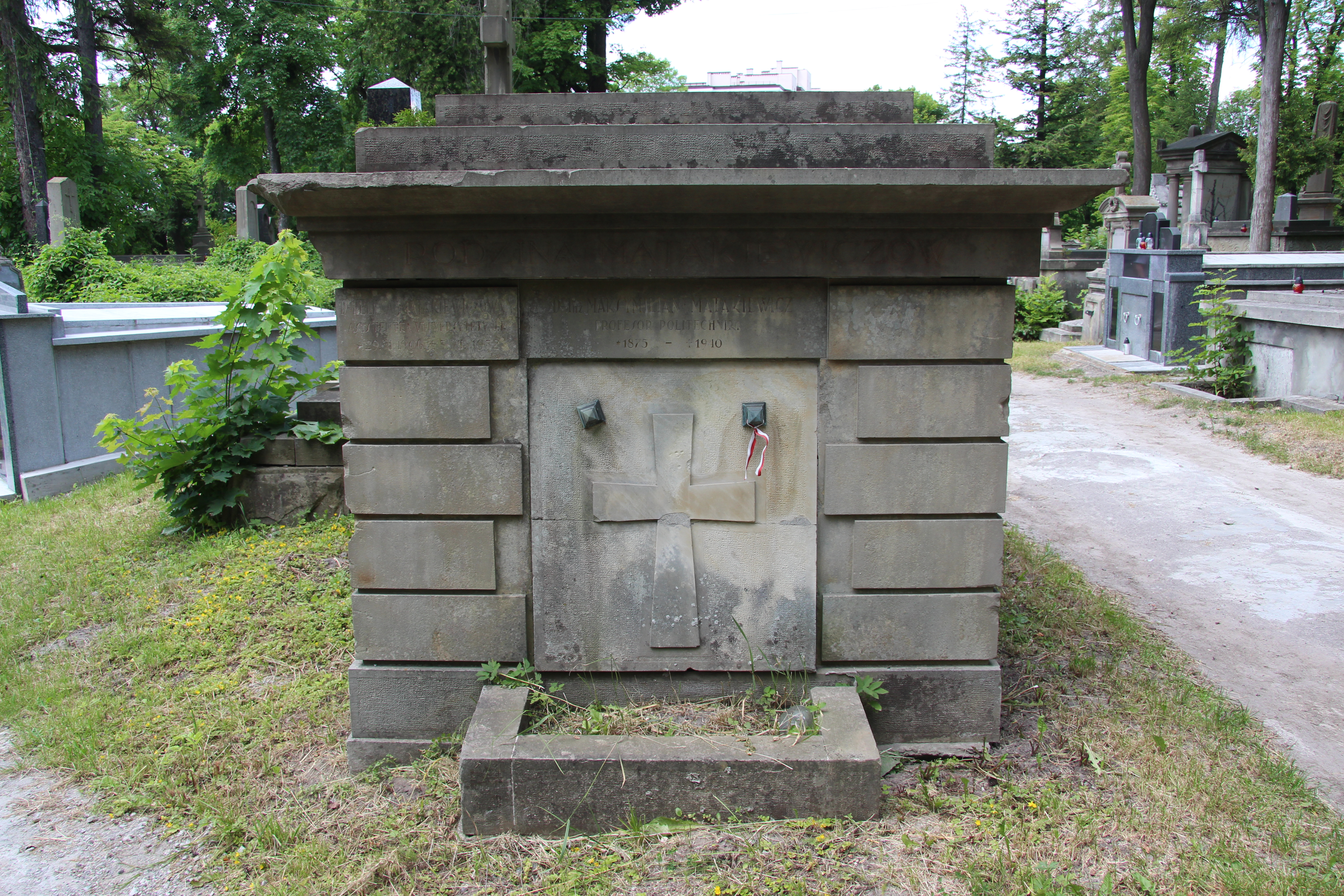
Grobowiec Matakiewiczów przed konserwacją

## Życiorys
Urodził się w inteligenckiej rodzinie Antoniego i Augusty z Kołodziejów, był bratem Antoniego. Ukończył w 1893 szkołę realną w Krakowie (maturę zdał w V LO w Krakowie w 1893). W latach 1893–1899 studiował na Wydziale Inżynierii Politechniki Lwowskiej. Dyplom inżyniera uzyskał w 1900. Od 1 czerwca 1899 do 30 kwietnia 1900 był asystentem Katedry Budownictwa Wodnego Politechniki Lwowskiej, następnie adiunktem. W latach 1901–1905 pracował w Krajowym Oddziale Hydrograficznym we Lwowie. Od 1905 w Departamencie Wodnym Namiestnictwa we Lwowie; w tym samym roku uzyskał doktorat.
W latach 1907–1909 kierownik katedry budownictwa wodnego Politechniki Lwowskiej. Od 1909 profesor nadzwyczajny Politechniki Lwowskiej i dziekan Wydziału Inżynierskiego PL, od 1911 profesor zwyczajny budownictwa wodnego tej uczelni. W roku akademickim 1919/20 rektor Politechniki Lwowskiej. W 1919 i 1920 był redaktorem „Czasopisma Technicznego”.
Uczestnik obrony Lwowa w latach 1918–1919, w latach 1921–1930 członek Rady Miejskiej Lwowa, w latach 1927–1928 zastępca komisarza rządowego miasta Lwowa, w okresie 1929–1930 minister robót publicznych w rządzie Kazimierza Bartla i Walerego Sławka.
Członek Towarzystwa Naukowego we Lwowie, Towarzystwa Naukowego w Warszawie, Polskiego Towarzystwa Politechnicznego. Prezes Akademii Nauk Technicznych (1931–1933).
Zmarł we Lwowie i został pochowany na Cmentarzu Łyczakowskim (sektor 77, pole 71, grobowiec 68). W jego grobowcu została pochowana jego córka, asystentka Uniwersytetu Jana Kazimierza we Lwowie, dr Helena Matakiewiczówna (1906–1932).
W 2022 roku z inicjatywy Premiera RP Mateusza Morawieckiego grobowiec Matakiewiczów został odrestaurowany. Cały projekt był realizowany przez Fundację Dziedzictwa Kulturowego we współpracy z Kancelarią Prezesa Rady Ministrów.

## Życie prywatne

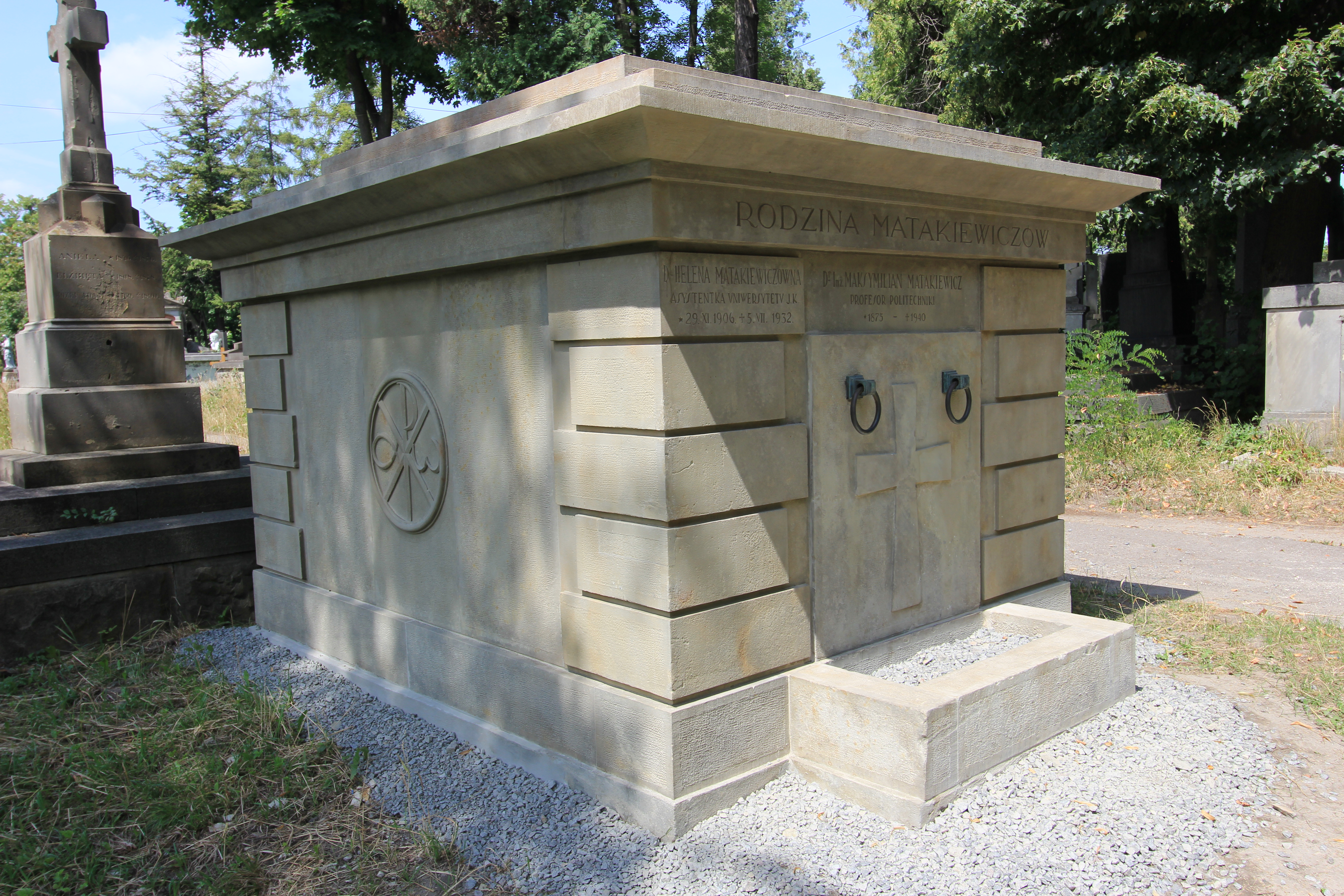
Grobowiec Matakiewiczów po konserwacji

Był żonaty (ślub w 1906) z Heleną Zaleską, miał córkę. 

## Ordery i odznaczenia
- Krzyż Komandorski Orderu Odrodzenia Polski (10 listopada 1927)[5]
- Złoty Krzyż Zasługi po raz pierwszy (11 listopada 1936)[6]
- Złoty Krzyż Zasługi po raz drugi (25 marca 1938)[7]

## Publikacje
Cykl podręczników akademickich.
Pierwsze 2 tomy napisał profesor Józef Rychter. Maksymilian Matakiewicz napisał pozostałe części:
- Zasady budowy wodociągów Część III Lwów 1914 (współautorzy Z. Ciechanowski i K. Pomianowski)
- Budowa jazów Część IV Lwów 1920
- Regulacja rzek Część V Lwów-Warszawa 1923
- Żegluga śródziemna i budowa dróg wodnych Część VI Warszawa 1931
- Zasady wyzyskiwania sił wodnych, pomiary i obliczenia wodne Część VII, (współautor Michał Mazur) Lwów 1936

Inne
- Budownictwo wodne. Cz. 1.2, Jazy Lwów 1911
- Światowe drogi wodne a regulacja Wisły Lwów-Warszawa 1921
- Drogi wodne w Polsce Warszawa 1917